# Mujeres al mando
Mujeres al mando, también conocido como Mujeres A.M., fue un programa matutino de televisión peruano producido por Latina Televisión y fue conducido por Maricarmen Marín, Thaís Casalino y Giovanna Valcárcel.

## Historia
Desde comienzos de marzo de 2019, el programa matutino, o matinal transmitido por el canal Latina, incluía a sus conductoras originales Karen Schwarz, Jazmín Pinedo y Magdyel Ugaz, quien esta última fue reemplazada por Mirella Paz a mediados de ese año. Meses después, Karen y Jazmín permanecieron hasta marzo de 2020, mientras que en septiembre de ese año, se integraría a la conducción la controvertida productora del programa de competencia física Combate, Cathy Sáenz.
En marzo de 2020, luego del alejamiento de Karen, Jazmín y Cathy, se integrarían como sus actuales conductoras hasta el día de hoy, Karla Tarazona, Thaís Casalino y Giovanna Valcárcel; y un mes más tarde, se integraría como su nueva compañera en la conducción, la cantante y exjurado del programa de imitaciones Yo soy, Maricarmen Marín.
En marzo de 2021 se estableció una nueva mascota, Tere, interpretada por una asistente de producción que permanece en el anonimato.
El 25 de enero de 2022 se anunció que no se renovará a este año, confirmando su cancelación para febrero.

## Mecánica
Mujeres al mando fue un programa magacín que englobaba las entrevistas, chismes del espectáculo y otros asuntos de entretenimiento.

## Presentadores
| Presentadores        | Periodo                          |
| -------------------- | -------------------------------- |
| Jazmín Pinedo        | marzo de 2019-enero de 2020      |
| Karen Schwarz        | marzo de 2019-marzo de 2020      |
| Magdyel Ugaz         | marzo-junio de 2019              |
| Mirella Paz          | julio-noviembre de 2019          |
| Cathy Sáenz          | septiembre de 2019-marzo de 2020 |
| Thaís Casalino       | marzo de 2020                    |
| Giovanna Valcárcel   | marzo de 2020                    |
| Maricarmen Marín     | abril de 2020                    |
| Christian Domínguez  | enero de 2022                    |
| Karla Tarazona       | enero de 2022                    |
| Pamela Franco        | enero de 2022                    |
| Gabriela Serpa       | enero de 2022                    |
| Melissa Paredes      | enero de 2022                    |
| Yahaira Plasencia    | enero de 2022                    |
| Daniela Darcourt     | enero de 2022                    |
| Amy Gutiérrez        | enero de 2022                    |
| Vanessa Terkes       | enero de 2022                    |
| Génesis Tapia        | noviembre de 2021                |
| Paula Manzanal       | enero de 2022                    |
| Brunella Horna       | noviembre de 2021                |
| Sofía Franco         | noviembre de 2021                |
| Tefi Valenzuela      | noviembre de 2021                |
| Luciana León         | noviembre de 2021                |
| Claudia Portocarrero | noviembre de 2021                |
| Cielo Torres         | noviembre de 2021                |

## Premios y nominaciones
| Año  | Premio                       | Categoría       | Resultado | Ref.  |
| ---- | ---------------------------- | --------------- | --------- | ----- |
| 2020 | Premios Fama de La República | Mejor magazzine | Nominado  | [ 9 ] |